# Regalecidae
Los regalecos, peces remo o peces sable (familia Regalecidae) son un grupo de dos géneros de peces lampriformes de hábitat marino, que  puede hallarse en todas las regiones templadas y tropicales del globo. Un pez remo, llamado científicamente Regalecus glesne, es el pez óseo más largo jamás avistado, alcanzando los 11 m de longitud.
Los peces remo son delgados y aplanados. Tienen bocas pequeñas y protuberantes, sin dientes visibles; el cuerpo está libre de escamas, teniendo en su lugar una cubierta de guanina de color plateado y consistencia viscosa. La aleta dorsal es roja o rosada, de gran tamaño, naciendo justo sobre los ojos y alcanzando la cola. Llega a tener 400 espinas, de las cuales la primera docena está alargada, formando una distintiva y vistosa cresta moteada de rojo. Las aletas pélvicas tienen también adornos semejantes; las pectorales apenas presentes, y la anal y caudal marcadamente reducidas o ausentes del todo. La forma de las aletas pélvicas, que recuerdan remos, es probablemente el origen de su nombre.

## Géneros y especies
Existen 4 especies agrupadas en 2 géneros:
- Género Agrostichthys (Phillipps, 1924)
  - Agrostichthys parkeri (Benham, 1904)
- Género Regalecus (Ascanius, 1772)
  - Regalecus glesne (Ascanius, 1772) - rey de los arenques o pez remo, muchos suponen que el regalecus dio origen al mito de la gran serpiente marina.[2]
  - Regalecus kinoi (Castro-Aguirre, Arvizu-Martinez y Alarcon-González, 1991)
  - Regalecus russelii (Cuvier, 1816) - pez remo de Russell